# الکساندروفکا (شهرستان تویمازینسکی، باشقیرستان)
الکساندروفکا (انگلیسی: Alexandrovka, Tuymazinsky District, Republic of Bashkortostan) یک شهرک در شهرستان تویمازینسکی استان باشقیرستان کشور روسیه است.